# Archivo Central e Histórico de la Universidad Nacional de Colombia
El Archivo Central e Histórico de la Universidad Nacional de Colombia cuenta con documentación de carácter patrimonial no solo para la Institución sino para el país. Su acervo data desde 1664 con la donación del profesor Orlando Fals Borda, así como los antecedentes de la Universidad Nacional (Universidad Central y Universidad del primer Distrito 1803-1866); creación de la Universidad Nacional de Colombia (1867-1997), también cuenta con colecciones de profesores que han donado sus documentos tales como Ernesto Gulh, Carlo Federici o Guillermo Sicard, entre otros.
La consulta de la memoria documental del alma mater se encuentra a disposición del público en general.